# Hypoestes oppositiflora
Hypoestes oppositiflora är en akantusväxtart som beskrevs av Raymond Benoist. Hypoestes oppositiflora ingår i släktet Hypoestes och familjen akantusväxter. Inga underarter finns listade i Catalogue of Life.